# Ман, Корнелис де
Корнелис де Ман (нидерл. Cornelis de Man, 1 июля 1621, Делфт, Голландия — 1 сентября 1706, Делфт, Голландия) — голландский художник Золотого века, последователь Питера де Хоха.

## Биография
Основным источником о жизни художника является книга «De groote schouburgh der Nederlantsche konstschilders en schilderessen» Арнольда Хоубракена, вышедшая в 1718—1719 годах. Корнелис де Ман родился в семье ювелира. Среди его близких были видные представители духовенства. Корнелис не был удовлетворен жизнью в Делфте. Достигнув совершеннолетия и владея навыками живописи, он предпринял длительное путешествие по Европе. Прожив один год в Париже, он переехал в Лион. Два года Корнелис де Ман провёл во Флоренции, где у него был богатый покровитель, но затем поселился в Риме. На обратном пути в Голландию он остановился в Венеции. На путешествие ушло в общей сложности девять лет.
Вернувшись в Делфт Корнелис стал членом гильдии Святого Луки в 1642 году, неоднократно избирался в её Правление, после чего снова совершил поездку в Италию. Художник вернулся в 1653 году в Делфт, где работал в манере школы Питера де Хоха.

## Особенности творчества
Корнелис де Ман писал пейзажи Италии и Голландии, в большом количестве — интерьеры протестантских церквей (наиболее известны интерьеры Oude Kerk в Делфте), с 1658 года создавал жанровые картины, наиболее известна среди них картина «Шахматисты» (1670, Музей изящных искусств, Будапешт), шахматная позиция, изображённая на которой, является своеобразной головоломкой, предназначенной для зрителя, портреты, часто групповые, среди которых наиболее известен его групповой портрет гильдии анатомов, среди изображённых находится известный ученый анатом Антони ван Левенгук.
Художник создавал многие картины («Игроки в шахматы», «Меняла», «Интерьер с уборщицей»…) в одной и той же студии, которая благодаря этом может быть детально восстановлена.
Слабые сторона художника — отсутствие умения передавать мимику, что он компенсировал выразительными жестами. Любил необычные сюжеты («Завод по плавке китового жира на Шпицбергене», картина написана по рассказам очевидцев, сам художник на острове не бывал).

## Галерея

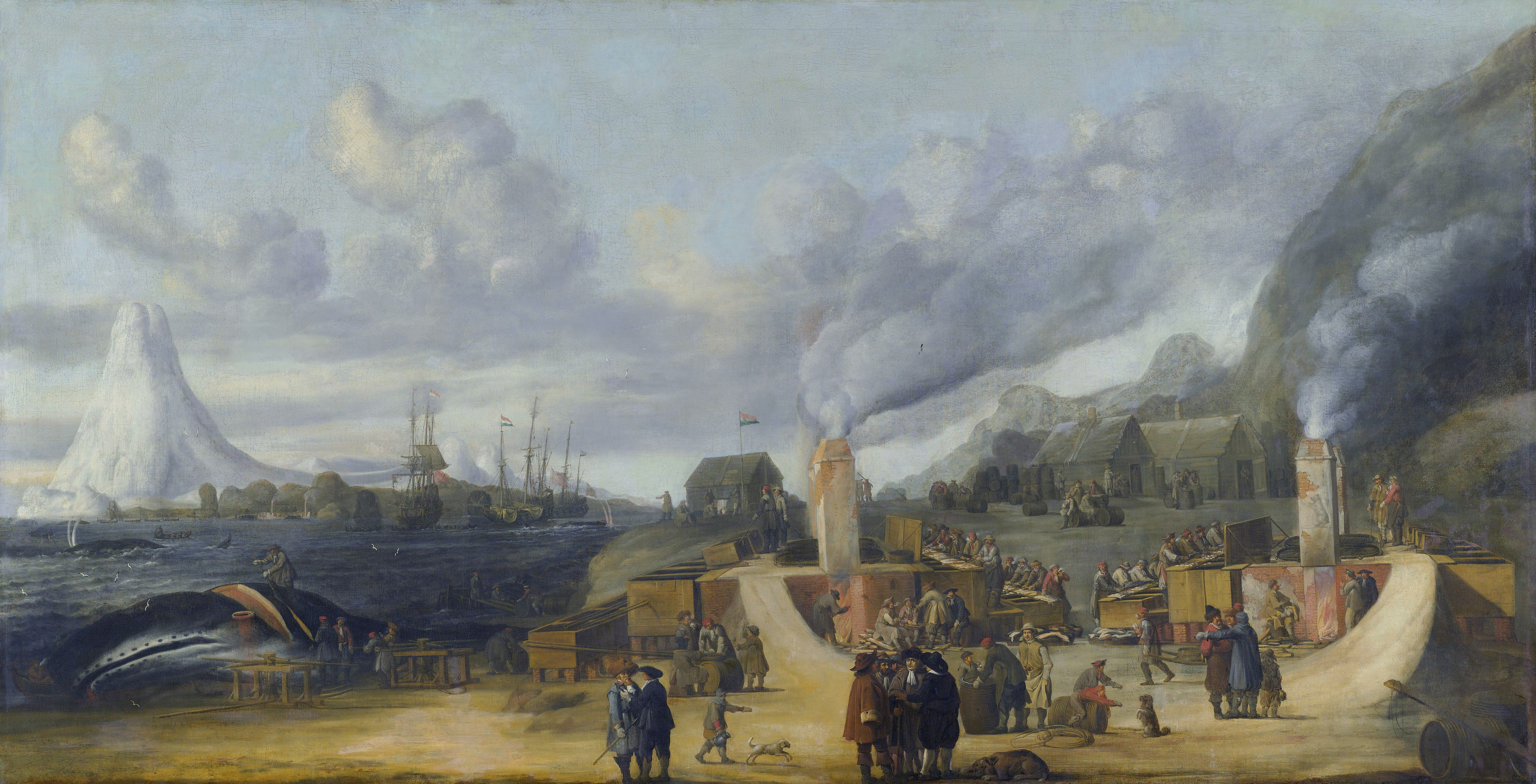
Завод по плавке китового жира на Шпицбергене
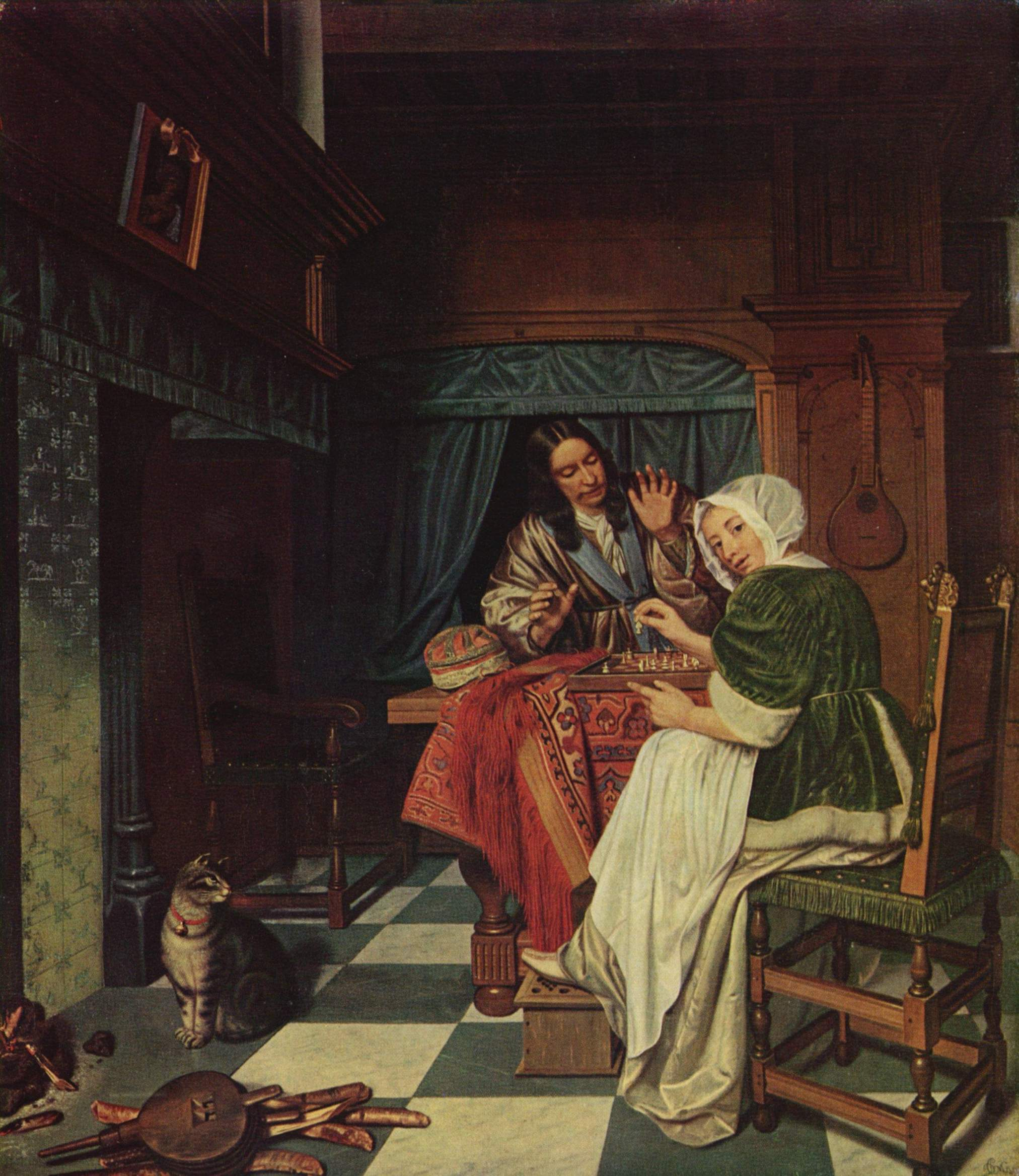
Шахматисты, около 1670
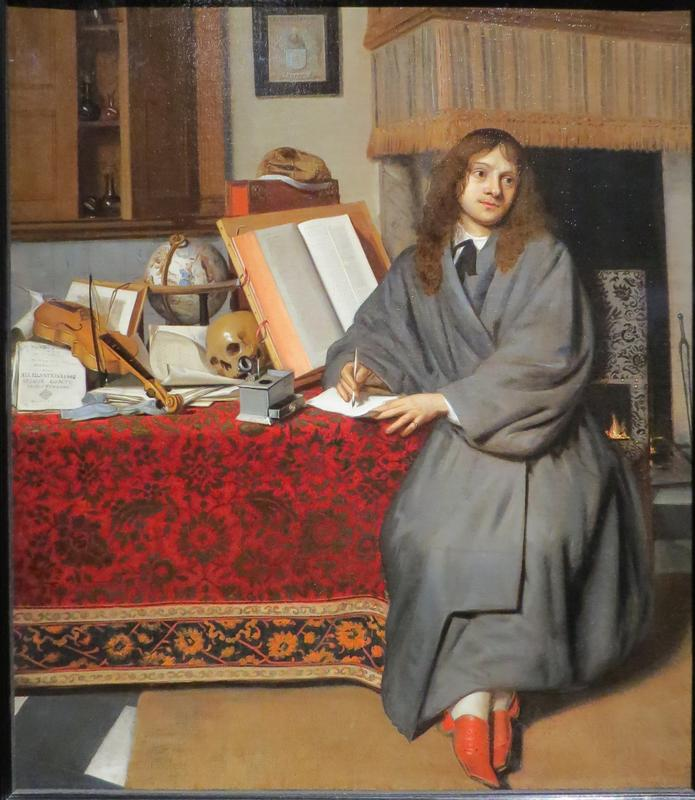
Портрет доктора Исбранда Исбранса в интерьере, 1667
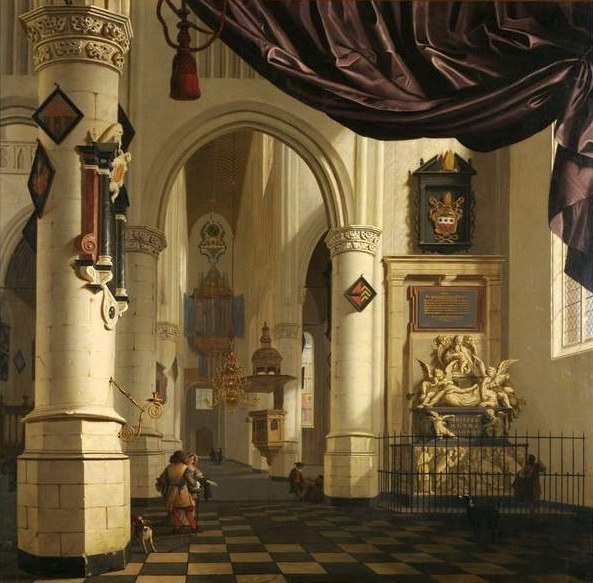
Интерьер Oude Kerk в Делфте
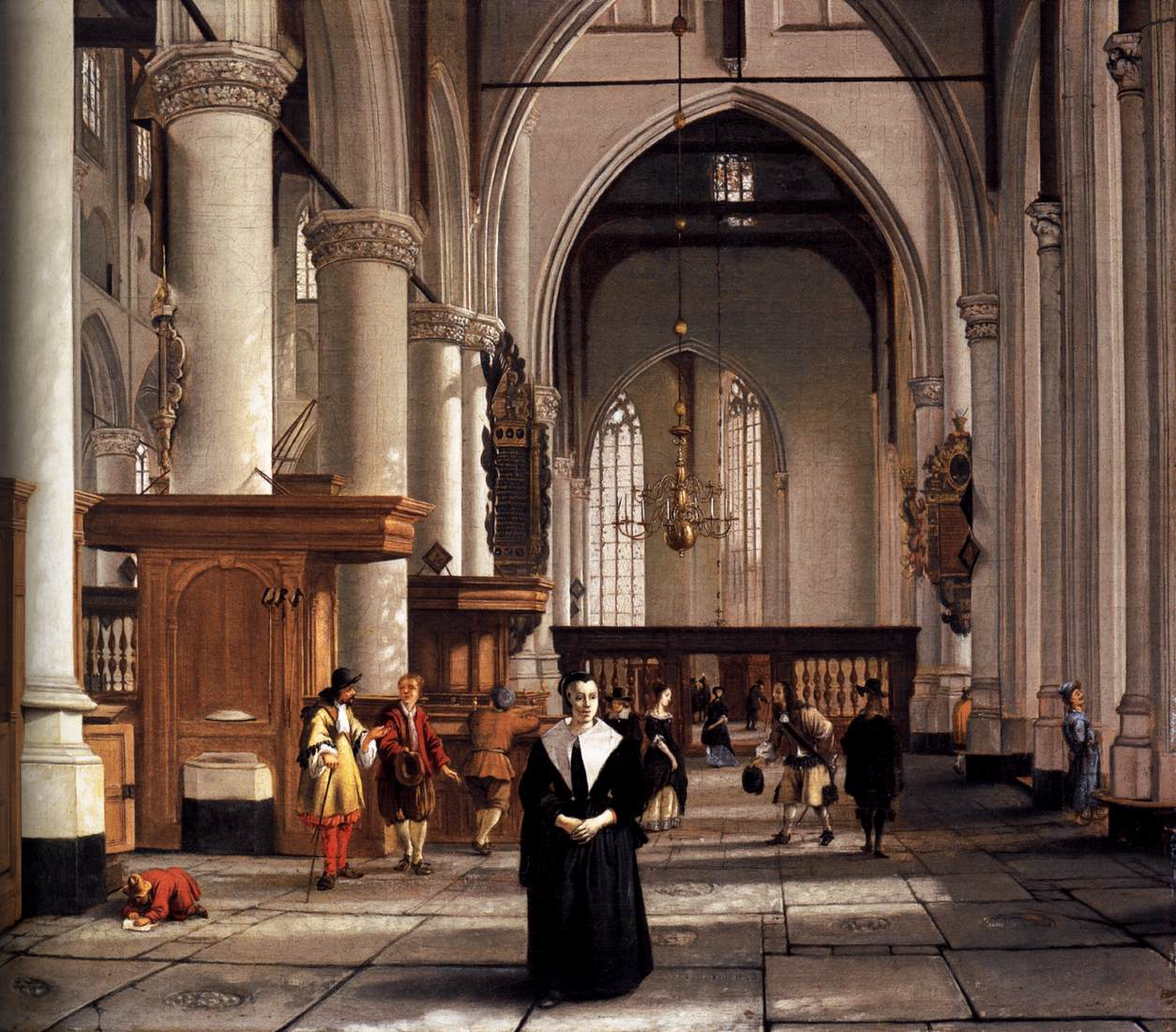
Интерьер церкви Sint-Laurenskerk в Роттердаме
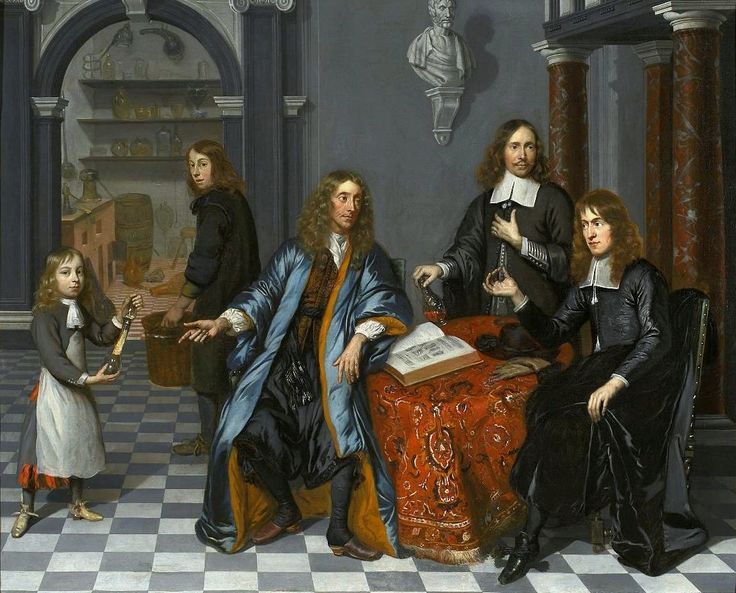
Групповой портрет химиков

## Интересные факты
- Миниатюрную копию картины «Игроки в шахматы» Корнелиса де Мана для The Museum of Art Miniatures (замок Локет, Чехия) выполнила Виктория Морозова в масштабе 1:12. Копия была представлена на фестивале миниатюристов в Кенсингтоне, Великобритания[5].